# 浜口義曠
浜口 義曠（はまぐち よしひろ、1933年9月2日 - 2021年8月31日）は、日本の農林水産官僚。元大臣官房長、食糧庁長官、農林水産事務次官。コメ行政に携わり、ウルグアイ・ラウンドにおける交渉にはコメ開放に反対する立場で取り組んだ。退官後は日本中央競馬会理事長などを務めた。長崎県出身。東京大学法学部卒業。

## 経歴・業績
1933年、長崎県長崎市生まれ。終戦まで中華人民共和国の上海市で育つ。長崎県立長崎東高等学校を経て、1958年に東京大学法学部を卒業後、農林省（現：農林水産省）入省。入省同期には浜口の後任として事務次官を務めることとなる京谷昭夫がいる。
経済局金融課長、大臣官房総務課長、大臣官房秘書課長、農蚕園芸局長、大臣官房長などを経て、1989年食糧庁長官に就任し、コメ行政に中心人物として携わった。在任中、食糧管理法で定められた正規のルートによらない「自由米」の取り締まり強化に取り組んだ。また、1991年3月に行われた国際食品・飲料展において、アメリカの農業団体が自国産米を展示したことは食糧管理法に違反するとして撤去を求め、外務省ルートでもアメリカ側に働きかけるよう松浦晃一郎（当時北米局長）に要請した。こうした強硬な対応は物議をかもしたが、浜口は「（日本人にとって）コメは小さな宗教のようなもの」と考えており、「淡々と処理しただけ」としている。
1991年8月に事務次官就任。当時、貿易自由化を目的とした通商交渉ウルグアイ・ラウンドが進められていたが、国際会議の場でミニマム・アクセス導入に断固反対するなど、コメに関しては日本国内での自給を維持することを主張した。国内農政に関しては、農家の後継者不足問題などが顕在化して農業を取り巻く環境が変化していたことを受けて、食糧管理制度を含めた全面的な見直しを進めた。1992年7月に退官。
農水省退職後、1993年6月生物系特定産業技術研究推進機構理事長に就任。1996年5月には京谷昭夫・前理事長の死去に伴い日本中央競馬会（JRA）の理事長に就任し、障害競走の振興に取り組んだほか、クラシック競走に外国産馬が出走できるようにするとともに賞金・ボーナスの増額を通じて国内の生産者を保護する方針を打ち出した。JRA退職後も農林中央金庫総合研究所理事長や日本穀物検定協会会長を歴任した。
2021年8月31日死去。87歳没。故 浜口允子（放送大学名誉教授、中国史学者）は妻。

## 略歴
- 1957年 - 東京大学法学部第3類（政治コース）卒業[1]
- 1958年 - 東京大学法学部第1類（私法コース）卒業後[1]、農林省（現：農林水産省）入省
- 1975年04月 - 在中国日本大使館参事官
- 1975年07月 - 農林省構造改善局農政部構造改善事業課長
- 1978年01月 - 同省農林経済局金融課長
- 1978年07月 - 農林水産省経済局金融課長
- 1982年08月 - 同省大臣官房総務課長
- 1983年07月 - 同省大臣官房秘書課長
- 1984年11月 - 林野庁林政部長
- 1986年06月 - 農林水産省農蚕園芸局長
- 1988年01月 - 同省大臣官房長
- 1989年07月 - 食糧庁長官
- 1991年08月 - 農林水産事務次官（ - 1992年7月）
- 1993年06月 - 生物系特定産業技術研究推進機構理事長（ - 1996年5月）
- 1995年11月 - 文部科学省生涯学習審議会委員
- 1996年05月 - 日本中央競馬会理事長（ - 1999年9月）
- 1999年10月 - 農林中央金庫総合研究所理事長
- 2001年11月 - 日本穀物検定協会会長（ - 2009年8月）

## 人物
- 上司から反対されても粘り強く説得して自身の主張を通す姿勢から、農水省内では「ナメクジセメダイン」と呼ばれていたという[7]。
- 貿易自由化交渉の閣僚会議において日本に不利な議長試案が提示された際に、日本代表団の中で唯一「受け入れ拒否」を表明するなど剛直な面も有していた[7]。
- 驚きを抑えて冷静に対処することの例えとして、座右の銘の一つとも言える「山より大きい猪は出ない」は同氏の生き方を象徴している。

## 論文等
- 「漁業権存続期間を2年延長―明春予定の漁業法改正を待ち、全面的切替え免許は38年度に(漁業権存続期間特例法) 」『時の法令』391、雅粒社、1961年。
- 「ケインズ理論への新しい視点」『金融市場』、農林中金総合研究所、2000年。
- 「プリシジョン・アグリカルチャー」『金融市場』、農林中金総合研究所、2000年。
- 「「情報格差の拡大」をめぐって」『金融市場』、農林中金総合研究所、2001年。
- 「金融のグローバル化と地域通貨」『金融市場』、農林中金総合研究所、2001年。
- 「農業生産における人間の積極性」『金融市場』、農林中金総合研究所、2002年。